# Ermita de Nuestra Señora de Bonastre
La Ermita de Nuestra Señora de Bonastre se encuentra en el término municipal de Quinto, provincia de Zaragoza, España. 

## Situación
La ermita se encuentra a 7 km del casco urbano de Quinto, junto a la Carretera de Castellón en dirección a Fuentes de Ebro. Está situada en un promontorio sobre la carretera, con una visión privilegiada del valle del Ebro.

## Historia
Bonastre fue un pueblo o un enclave fortificado, documentado ya en el siglo XIII. Aunque la ermita se menciona en los libros parroquiales, en el siglo XVI, en su traza actual es una obra de tipo barroco, probablemente del siglo XVIII. Fue reconstruida tras la Guerra Civil (1936-1939).
Según la tradición, un joven pastor que se encontraba apacentando sus ovejas en el monte, se encontró en medio de una resplandeciente luz la sagrada imagen de la Virgen con el Niño Jesús en su regazo. El joven corrió a dar noticia del hallazgo a la villa de Pina, de donde era el dueño del ganado que pastoreaba. En Pina corrió la noticia rápidamente, y los vecinos emprendieron el camino hacia el monte La Tosqueta en busca de la santa imagen, la cual una vez adorada, fue portada a la iglesia parroquial de la localidad, pero al parecer la imagen no quería quedarse en Pina, y de nuevo regresó al lugar del monte en que se le apareció al pastorcillo. Éste la encontró de nuevo, y bajó a dar cuenta del suceso, pero esta vez a Quinto, a donde pertenecían los terrenos de la aparición. Los vecinos de Quinto decidieron dejar la imagen en su sitio, y para ello le construyeron una ermita en ese lugar. A la imagen se la llamó Nuestra Señora de Bonastre, voz antigua aragonesa: "Bon-Astre", Buen Astro, o Estrella, como tuvo el pastorcillo que la halló.

## Celebración
Siguiendo la antiquísima tradición, los vecinos de Quinto acuden en romería el Lunes de Pascua a celebrar la fiesta de la virgen de Bonastre, y el Martes de Pascua la de la Virgen de Matamala. Tras la celebración de la Eucaristía, los vecinos pasan a venerar la imagen de la virgen, en ambos días. Acto seguido tiene lugar la comida campestre en las inmediaciones de los respectivos santuarios. 